# Colònia Antius
La Colònia Antius és una antiga colònia tèxtil i entitat de població, situada a la dreta del riu Cardener, al límit del municipi de Callús amb de Súria (Bages). Es troba al costat de la carretera C-55 i, uns 200 metres més enllà, hi ha la casa pairal. El 2023 tenia 4 habitants.

## Història i descripció
El topònim Antius es troba documentat al segle x com a «Serra d'Antisses». Més tard, el 1116, en el testament de Ramon d'Òdona, es documenta la «dominicatura d'Antidz», corresponent a un hospital de monjos situat al camí de la Sal.
A la segona meitat del segle xvii, la finca pertanyia als jesuïtes, expulsats el 1767 per Carles III. A la primera primera meitat del xix, el propietari va ser un industrial de Manresa i el 1875, passà a mans de Joaquim Torrents i Fuster, un pagès de Callús, que hi faria construir una filatura de cotó i 26 habitatges per als treballadors.
Posteriorment, fou regentada pel seu fill Llogari Torrens i Serra, que es casà amb Antònia Burés i Borràs, de la família dels Burés i va fer construir a Manresa l'edifici modernista conegut com a Casa Torrents o Ca la Buresa, obra de l'arquitecte Ignasi Oms i Ponsa. A partir del 1932, la fàbrica va ser arrendada per la societat anònima Filatures Callús. Més endavant, a la dècada del 1960, va entrar a formar part de la indústria el grup tèxtil Manufactures i Indústries Tèxtils Agrupades (MITASA). Els serveis de la colònia van anar desapareixent progressivament a la dècada del 1970 i l'empresa va tancar el juny del 1993, quan donava feina a una cinquantena de treballadors.
Sembla que a la fàbrica hi havien treballat per terme mitjà unes 140 persones, de les quals la majoria eren dones, i una quarta part aproximadament també eren nens. Tot i que la colònia era petita, tenia una oferta completa de serveis. A més d'escola, església i fins i tot pistes de bàsquet, disposava de botiga, fonda, barberia i cafè-teatre, que s'utilitzava també com a sala de ball i on es representaven els Pastorets per Nadal.
Per a proveir d'aigua la colònia i fer-la funcionar es va construir, aigües amunt del Cardener (ja al terme municipal de Súria), una resclosa i un rec. La resclosa està formada per un mur perpendicular al riu, feta de ciment. El rec és fet de maó revestit amb morter i té un bagant.